# ساحة المصمك
ساحة المصمك هي ساحة تقع في مدينة الرياض عاصمة المملكة العربية السعودية، وتمثل الساحة أحد ساحات منطقة قصر الحكم، أقيمت ساحة المصمك بامتدادها واتساعها لإبراز حصن المصمك بالشكل اللائق نظرا لمكانته التاريخية، وتبلغ مساحتها 4500 متر مربع، وقد غرس في الجزء الجنوبي منها صفوف من أشجار النخيل فيما غرست أشجار وشجيرات أخرى في بقية أجزاء الساحة عدا الجهة الشرقية، والتي زينت بتنسيق صحراوي تنتهي بمدرجات مرتفعة عن سطح الأرض للجلوس عليها ولحماية الحصن. 
ويتخلل هذه الساحة ممرات للمشاة مرصوفة بحجر الرياض، وهي مهيأة لإقامة أنشطة الفنون الشعبية والتراثية فيها، وقد أعيد بناء المسجد المجاور لحصن المصمك على النمط العمراني التقليدي للمنطقة ليتناغم مع المشهد الجمالي في منطقة قصر الحكم، كما روعي اتصال ساحة المصمك من جهتها الغربية مع ميدان العدل.

## أحداث
احتضنت ساحة المصمك أحداث قرعة كأس الخليج العربي لكرة القدم 2014 (خليجي 22)، التي أقيمت في الرياض عام 2014، وقد جرت القرعة في 12 أغسطس 2014.